# Heterophysa bleonnensis
Heterophysa bleonnensis là một loài bướm đêm trong họ Noctuidae.